# Poseidonemertes maslakovae
Poseidonemertes maslakovae är en djurart som tillhör fylumet slemmaskar, och som beskrevs av Chernyshev 2002. Poseidonemertes maslakovae ingår i släktet Poseidonemertes och familjen Amphiporidae. Inga underarter finns listade i Catalogue of Life.